# O’Leary Ridges
Die O’Leary Ridges sind drei teilweise verschneite Gebirgskämme im ostantarktischen Mac-Robertson-Land. In den Prince Charles Mountains erstrecken sie sich 30 km südöstlich des Mount Bunt über eine Länge von 8 km in nordwest-südöstlicher Ausrichtung.
Luftaufnahmen der Australian National Antarctic Research Expeditions aus dem Jahr 1960 dienten ihrer Kartierung. Das Antarctic Names Committee of Australia benannte sie nach Raymond Arthur O’Leary (* 1926), Leiter der Wilkes-Station im Jahr 1964.